# Фридрих Хофман
Фридрих Хофман (енгл. Friedrich Hoffmann; Хале, 19. фебруар 1660 — Хале, 12. новембар 1742) био је немачки лекар и хемичар.

## Живот и каријера
Његова породица је пре њега била повезана са медицином 200 година. Рођен у Халеу, похађао је локалну гимназију где је стекао старст и вештину у математици којој је приписао већи део свог каснијег успеха. Почевши од 18. године, студирао је медицину на Универзитету у Јени. Одатле је 1680. године отишао на University of Erfurt, да присуствује предавањима Kasper Cramer-а о хемији. Следеће године, враћајући се у Јену, добио је лекарску диплому и, након објављивања тезе, смео је да предаје. Стално проучавање и рад утицали су на његово здравље, те се разболео, а 1682. године, остављајући своје већ бројне ученике, отворио је ординацију у Миндену на захтев рођака који је заузимао високу функцију у том граду. Након две године вежбања у Миндену, Хофман је путовао у Холандију и Енглеску, где је стекао познанство многих славних хемичара и лекара. Пред крај 1684. године вратио се у Минден и током наредне три године добио је многа ласкава именовања. 1688. преселио се у обећавајућу сферу Халберштата, са титулом лекара у кнежевину Халберштат.
1693. године, убрзо након успостављања Универзитета у Халеу, именован је за основног професора медицине и природне филозофије. Током своје тамошње каријере три пута је обављао функцију ректора. Изузев четири године (1708–1712), које је провео у Берлину у својству краљевског лекара, Хофман је провео остатак свог живота у Халеу у настави, пракси и учењу, прекидајући га повремено посетама различитим судовима Немачкој, где су му његове услуге прибавиле почасти и награде. Његова слава постала је европска. Био је уписан у члана многих учених друштава у различитим страним земљама (укључујући и то да је изабран за члана Краљевског друштва 1720. године), док је у свом постао тајни саветник.
Хофман је умро 12. новембра 1742. у Халеу.

## Радови
О његовим бројним списима каталог се може наћи у Халеровој Bibliotheca medicinae practicae. Водећи је Medicina rationalis systematica, предузет у шездесетој години и објављена 1730. године. На француски је преведен 1739. године, под насловом Médecine raisonnée d'Hoffmann. Комплетно издање Хофманових дела, са ауторовим животом, објављено је у Женеви 1740. године, коме су додаци додавани 1753. и 1760. године. Издања су се појавила и у Венецији 1745. и у Напуљу 1753. и 1793.
На подстицај Роберта Бојла, окренуо се анализи и употреби минералних вода и постао пионир и главни промотер њиховог проучавања, дао рецепте за њихову употребу, подучавао како се могу вештачки имитирати и анализирао многе немачке изворе. Закључио је да чврсти састојци, као што су креч, магнезит итд., У облику алкалија и угљене киселине, постоје у готово свим минералним изворима. Писао је о лековитим изворима већ 1684. Georg Ernst Stahl се противио општем служби минералних вода које је препоручио Хофман, мада у одређеним случајевима није доводио у питање њихову корисност.
Хофман је заслужан за спровођење првог научног истраживања тровања угљен-моноксидом изазваног сагоревањем угља. Одбацио је сујеверје које је смрт неколико трагача за благом приписало паранормалној активности и објавио Considerations on the Fatal Effects of the Vapor from Burning Charcoal (Разматрања о фаталним ефектима паре од сагоревања угља) 1716. године које карактеришу удисање загађеног ваздуха од пара угља узрокујући гушење слично дављењу или утапању.

## Публикације
- Friderici Hoffmanni Clavis pharmaceutica Schröderiana, seu Animadversiones cum Annotationibus in Pharmacopoeiam Schröderianam : Baconianis, Cartesianis, & Helmontianis Principiis illustratae & Johannis Michaelis p.m. & aliorum celeberrimorum Medicorum Arcanis concinnatae. Mylius, Halae Saxonum 1675, Дигитално издање Универзитета и државне библиотеке Диселдорф
- Friderici Hoffmanni Thesaurus pharmaceuticus Medicorum nostri Seculi principum. Mylius, Halae Saxonum 1675, Дигитално издање Универзитета и државне библиотеке Диселдорф
- D. Johann Schröders vollständige und nutz-reiche Apotheke/ Oder: Trefflich versehener Medicin-Chymischer höchstkostbarer Artzney-Schatz : Nebst D. Friedrich Hoffmanns darüber verfasseten herrlichen Anmerckungen ; in fünff Bücher eingetheilt ... . Hoffmann & Streck, Franckfurt [u.a.] Nun aber bey dieser Zweyten Edition Um ein merckliches vermehret und verbessert 1709, Дигитално издање Универзитета и државне библиотеке Диселдорф
- Johann Schröders vollständige und nutzreiche Apotheke oder trefflich versehener medicin-chymischer höchst-kostbarer Artzney-Schatz : nebst Friedrich Hoffmanns darüber verfasseten herrlichen Anmerckungen ; in fünff Bücher eingetheilt . Hoffmann, Franckfurt Nun aber bey dieser dritten Edition um ein merckliches vermehret, verbessert 1718, Дигитално издање Универзитета и државне библиотеке Диселдорф
- Friderici Hoffmanni Observationum physico-chemicarum selectiorum libri III . Renger, Halae 1722, Дигитално издање Универзитета и државне библиотеке Диселдорф